# Aristida niederleinii
Aristida niederleinii är en gräsart som beskrevs av Carl Christian Mez. Aristida niederleinii ingår i släktet Aristida och familjen gräs. Inga underarter finns listade i Catalogue of Life.